# Вик Елфорд
Вик Елфорд (на английски: Vic Elford) е британски автомобилен състезател, пилот от Формула 1. Роден на 10 юни 1935 година в Лондон, Великобритания.

## Формула 1
Вик Елфорд прави своя дебют във Формула 1 в Голямата награда на Франция през 1968 година. В световния шампионат записва 13 състезания, като печели осем точки, състезава се три оброра.